# Сан Агапито-Сан Салваторе (Ријети)
Сан Агапито-Сан Салваторе је насеље у Италији у округу Ријети, региону Лацио.
Према процени из 2011. у насељу је живело 185 становника. Насеље се налази на надморској висини од 780 м.